# Doktor Martin
Doktor Martin è una serie televisiva tedesca prodotta da Phoenix Film e trasmessa dal 2007 al 2009 dall'emittente ZDF. La serie, ispirata alla serie televisiva britannica Doc Martin, ha come protagonista, nel ruolo del Dottor Martin Helling, l'attore Axel Milberg; altri interpreti principali sono Ellen Schwiers, Hans-Martin Stier, Florian David Fitz, Max Hopp, Ina Weisse, Margrit Sartorius, Max Urlacher, Nora Binder e Henny Reents.
La serie si compone di due stagioni, per un totale di 14 episodi (6 per la prima stagione e 8 per la seconda), della durata di 45 minuti ciascuno. Il primo episodio, intitolato Gastrandet venne trasmesso in prima visione il 25 luglio 2007; l'ultimo, intitolato Liebeswahn, venne trasmesso in prima visione il 2 luglio 2009.

## Trama
Il Dottor Martin Helling, stimato medico chirurgo a Berlino, in seguito a un trauma personale, decide di trasferirsi a Neuharlingersiel, nella Frisia Orientale, il luogo dove da bambino trascorreva le vacanze a casa della zia Alma (che abita ancora lì), per sostituire il medico di base del posto che è deceduto. Si trova così a dover affrontare una situazione caotica, a cui si assomma la scarsa incompentenza della sua aiutante, la praticante Melanie.

## Episodi
| Stagione         | Puntate | Prima TV Germania | Prima TV Italia |
| ---------------- | ------- | ----------------- | --------------- |
| Prima stagione   | 6       | 2007              | inedita         |
| Seconda stagione | 8       | 2009              | inedita         |

## Personaggi e interpreti
- Dott. Martin Helling, interpretato da Axel Milberg. È burbero e scontroso.[2]
- Alma Helling, interpretata da Ellen Schwiers. È la zia del Dotor Helling.[3][2]
- Melanie Brook, interpretata da Henny Reents. È l'aiutante del Dottor Helling.[3][2]